# Liste der denkmalgeschützten Objekte in Graz/Innere Stadt/O–Z
Die Liste der denkmalgeschützten Objekte in Graz/Innere-Stadt enthält die 306 denkmalgeschützten, unbeweglichen Objekte des I. Grazer Stadtbezirks Innere Stadt.

## Denkmäler
| Foto |                 | Denkmal | Standort                                                 | Beschreibung | Metadaten |
| ---- | --------------- | --- | -------------------------------------------------------- | --- | --- |
| ja   | Datei hochladen | Altes Stadttheater Thalia HERIS-ID: 44777 Objekt-ID: 45631                                                        | Opernring 5 Standort KG: Innere Stadt                    | Das Gebäude entstand 1955/56 nach Plänen von Rudolf Vorderegger. Es beinhaltet ein Kino, ein Café und eine Bar mit drehbarer Tanzfläche. Dabei wurden Reste des Thalia- oder Stadttheaters einbezogen, das 1829 als Holzbau und 1861 als Ziegelbau errichtet wurde. Nach der Errichtung der Oper 1899 wurde es als obsolet angesehen und größtenteils abgetragen. | BDA-Hist.: Q38010811 Status: Bescheid Stand der BDA-Liste: 2025-06-30 Name: Altes Stadttheater Thalia GstNr.: 805/2, 804/1 |
| ja   | Datei hochladen | Wohnhaus HERIS-ID: 11329 Objekt-ID: 7414                                                                          | Opernring 6 Standort KG: Innere Stadt                    | Das Wohnhaus wurde um 1862 im Stil des romantischen Historismus errichtet. | BDA-Hist.: Q38096995 Status: Bescheid Stand der BDA-Liste: 2025-06-30 Name: Wohnhaus GstNr.: 360 |
| ja   | Datei hochladen | Verwaltungs- /Bürogebäude, Stadtpalais HERIS-ID: 51140 Objekt-ID: 56720                                           | Opernring 7 Standort KG: Innere Stadt                    | Das in der ersten Hälfte der 1880er erbaute geknickte Eckhaus hat eine Neorenaissance-Fassade. Anmerkung: Identadresse Girardigasse 2 | BDA-Hist.: Q38043922 Status: § 2a Stand der BDA-Liste: 2025-06-30 Name: Verwaltungs- /Bürogebäude, Stadtpalais GstNr.: 821 |
| ja   | Datei hochladen | Wohnhaus HERIS-ID: 11330 Objekt-ID: 7415                                                                          | Opernring 8 Standort KG: Innere Stadt                    | Das stattliche Gebäude mit Spätbiedermeierfassaden wurde laut Inschrift im Jahr 1839 von Georg Hauberrisser dem Älteren errichtet. | BDA-Hist.: Q38097014 Status: Bescheid Stand der BDA-Liste: 2025-06-30 Name: Wohnhaus GstNr.: 359 |
| ja   | Datei hochladen | Persönlichkeitsdenkmal Kaiser Joseph II HERIS-ID: 103973 Objekt-ID: 120551                                        | bei Opernring 9 Standort KG: Innere Stadt                | Die Bronzebüste Kaiser Josephs des II. auf einem Marmorsockel ist mit 1887 datiert. | BDA-Hist.: Q37798720 Status: § 2a Stand der BDA-Liste: 2025-06-30 Name: Persönlichkeitsdenkmal Kaiser Joseph II GstNr.: 800/1 |
| ja   | Datei hochladen | Miethaus HERIS-ID: 11331 Objekt-ID: 7416                                                                          | Opernring 10 Standort KG: Innere Stadt                   | Das Miethaus wurde 1836/37 von Georg Hauberrisser dem Älteren errichtet. | BDA-Hist.: Q38097032 Status: Bescheid Stand der BDA-Liste: 2025-06-30 Name: Miethaus GstNr.: 357 |
| ja   | Datei hochladen | Wohnhaus HERIS-ID: 11332 Objekt-ID: 7417                                                                          | Opernring 12 Standort KG: Innere Stadt                   | Das Miethaus wurde 1836/37 von Georg Hauberrisser dem Älteren errichtet. | BDA-Hist.: Q38097043 Status: Bescheid Stand der BDA-Liste: 2025-06-30 Name: Wohnhaus GstNr.: 356/1 |
| ja   | Datei hochladen | Wohnhaus HERIS-ID: 11333 Objekt-ID: 7418                                                                          | Opernring 14 Standort KG: Innere Stadt                   | Das Miethaus wurde 1836/37 von Georg Hauberrisser dem Älteren errichtet. | BDA-Hist.: Q38097061 Status: Bescheid Stand der BDA-Liste: 2025-06-30 Name: Wohnhaus GstNr.: 355/1 |
| ja   | Datei hochladen | Wohnhaus HERIS-ID: 11334 Objekt-ID: 7419                                                                          | Opernring 16 Standort KG: Innere Stadt                   | Das Wohnhaus wurde 1843 von Georg Hauberrisser dem Älteren erbaut. | BDA-Hist.: Q38097134 Status: Bescheid Stand der BDA-Liste: 2025-06-30 Name: Wohnhaus GstNr.: 354/1 |
| ja   | Datei hochladen | Sog. Opernpavillon HERIS-ID: 26812 Objekt-ID: 23311                                                               | Opernring 17 Standort KG: Innere Stadt                   | | BDA-Hist.: Q37904531 Status: Bescheid Stand der BDA-Liste: 2025-06-30 Name: Sog. Opernpavillon GstNr.: 832, 800/1 |
| ja   | Datei hochladen | Landwirtschaftskammer, Ehem. Landesarchiv HERIS-ID: 11427 Objekt-ID: 7526                                         | Opernring 18 Standort KG: Innere Stadt                   | Der stattliche Spätbiedermeierbau mit einer 21-achsigen Schauseite wurde 1841 bis 1844 errichtet und von 1859 bis 1861 erweitert. | BDA-Hist.: Q38100821 Status: Bescheid Stand der BDA-Liste: 2025-06-30 Name: Landwirtschaftskammer, Ehem. Landesarchiv GstNr.: 353/1, 353/2 |
| ja   | Datei hochladen | Rosariumbrunnen HERIS-ID: 103905 Objekt-ID: 120470                                                                | Opernring Standort KG: Innere Stadt                      | Der Rosariumsbrunnen wurde 1950/51 anstelle des von den Nationalsozialisten niedergerissenen Engelbert-Dollfuß-Denkmals errichtet. Die Figur des Mädchens mit Delphin stammt von Walter Pochlatko. | BDA-Hist.: Q37798519 Status: § 2a Stand der BDA-Liste: 2025-06-30 Name: Rosariumbrunnen GstNr.: 799 Rosariumbrunnen, Graz |
| ja   | Datei hochladen | Persönlichkeitsdenkmal Peter Rosegger HERIS-ID: 103908 Objekt-ID: 120473                                          | Opernring Standort KG: Innere Stadt                      | Die Marmorsitzfigur von Peter Rosegger auf einem hohen Sockel wurde laut Inschrift im Jahr 1936 enthüllt. | BDA-Hist.: Q37798527 Status: § 2a Stand der BDA-Liste: 2025-06-30 Name: Persönlichkeitsdenkmal Peter Rosegger GstNr.: 798 Peter-Rosegger-Denkmal (Graz) |
| ja   | Datei hochladen | Bürgerhaus HERIS-ID: 58527 Objekt-ID: 69237seit 2013                                                              | Paulustorgasse 1 Standort KG: Innere Stadt               | Das Bürgerhaus Nr. 3 geht im Kern auf das 18. Jahrhundert zurück. Beim Neubau in den Jahren 1827/28 erhielt es mit dem Nachbarhaus Nr. 1 eine bemerkenswerte gemeinsame Biedermeier-Fassade. | BDA-Hist.: Q38083871 Status: Bescheid Stand der BDA-Liste: 2025-06-30 Name: Bürgerhaus GstNr.: 542, 543 |
| ja   | Datei hochladen | Ehem. Herberstein’sches Haus HERIS-ID: 51178 Objekt-ID: 56772                                                     | Paulustorgasse 4 Standort KG: Innere Stadt               | Das breite zweigeschoßige Haus geht im Kern auf das Jahr 1600 zurück. Seine josephinisch-klassizistische Fassade erhielt es im Zug eines Umbaus etwa von 1780 bis 1785. | BDA-Hist.: Q38044187 Status: § 2a Stand der BDA-Liste: 2025-06-30 Name: Ehem. Herberstein'sches Haus GstNr.: 510 |
| ja   | Datei hochladen | Bürgerhaus HERIS-ID: 51179 Objekt-ID: 56773                                                                       | Paulustorgasse 6 Standort KG: Innere Stadt               | Das Bürgerhaus mit einem Rundbogen-Steinportal wurde laut Bauinschrift im Jahr 1612 errichtet. | BDA-Hist.: Q38044197 Status: § 2a Stand der BDA-Liste: 2025-06-30 Name: Bürgerhaus GstNr.: 512 |
| ja   | Datei hochladen | Polizeidirektion, ehem. Palais Wildenstein, ehem. Krankenhauskomplex HERIS-ID: 111724 Objekt-ID: 129719seit 2012  | Paulustorgasse 8 Standort KG: Innere Stadt               | Das Palais entstand um 1702 durch Zusammenfassung und einheitlicher Fassadierung mehrerer älterer Gebäude, wohl nach Planung von Andreas Stengg. 1768/69 wurde es als Krankenhaus adaptiert, dabei wurde das Innere völlig umgestaltet. Der L-förmige Baukörper ist aufgrund seiner reichen Fassadierung eines der bedeutendsten Barockbauwerke von Graz. Das rustizierte Erdgeschoß wird durch ein Kordongesims von den Obergeschoßen getrennt, die durch kolossale, mit Pilastern hinterlegten korinthischen Dreiviertelsäulen gegliedert sind. Die Fensterverdachungen des ersten Obergeschoßes sind reich verziert, es befinden sich in Muschelnischen abwechselnd Kugeln und Blumenvasen. Das Rundbogenportal ist mit einer Maske abgeschlossen. | BDA-Hist.: Q2047217 Status: Bescheid Stand der BDA-Liste: 2025-06-30 Name: Polizeidirektion, ehem. Palais Wildenstein, ehem. Krankenhauskomplex GstNr.: 515, 518, 520/3, 520/4, 521, 522, 523/2, 786/1, 786/2 Palais Wildenstein, Graz |
| ja   | Datei hochladen | Bürgerhaus HERIS-ID: 103501 Objekt-ID: 120001                                                                     | Paulustorgasse 9 Standort KG: Innere Stadt               | Das Bürgerhaus stammt ursprünglich wahrscheinlich aus dem 17. und 18. Jahrhundert und erhielt um 1828 seine Biedermeier-Fassade. | BDA-Hist.: Q37797553 Status: Bescheid Stand der BDA-Liste: 2025-06-30 Name: Bürgerhaus GstNr.: 540 |
| ja   | Datei hochladen | Bildstock HERIS-ID: 107246 Objekt-ID: 124545                                                                      | bei Paulustorgasse 9 Standort KG: Innere Stadt           | Der Bildstock wurde nach Beschädigungen im Zweiten Weltkrieg abgetragen und in Kapellenform neu erbaut. Die Pietagruppe stammt aus dem frühen 17. Jahrhundert. | BDA-Hist.: Q37809663 Status: § 2a Stand der BDA-Liste: 2025-06-30 Name: Bildstock GstNr.: 538 |
| ja   | Datei hochladen | Kath. Filial- und Klosterkirche hl. Anton von Padua HERIS-ID: 51087 Objekt-ID: 56656                              | bei Paulustorgasse 13 Standort KG: Innere Stadt          | Die dem Hl. Antonius von Padua geweihte Kirche ist Teil des Kapuzinerklosters und wurde wie dieses nach 1600 errichtet. Sie hat eine schlichte Fassade mit einem Dreiecksgiebel und einem Rundfenster in der Mitte. Das Altargemälde stammt von Giovanni Pietro de Pomis. | BDA-Hist.: Q606997 Status: § 2a Stand der BDA-Liste: 2025-06-30 Name: Kath. Filial- und Klosterkirche hl. Anton von Padua GstNr.: 536 Antoniuskirche, Graz |
| ja   | Datei hochladen | Franzosenkreuz HERIS-ID: 14079 Objekt-ID: 10304                                                                   | Paulustorgasse 13, in der Nähe Standort KG: Innere Stadt | Der Gusseisenkorpus des am Fuß des Schlossbergs aufgestellten Kreuzes stammt aus dem Jahr 1852. | BDA-Hist.: Q37725718 Status: Bescheid Stand der BDA-Liste: 2025-06-30 Name: Franzosenkreuz GstNr.: 707 |
| ja   | Datei hochladen | Ehem. Kapuzinerkloster, Volkskundemuseum HERIS-ID: 94281 Objekt-ID: 109424                                        | Paulustorgasse 11, 13 Standort KG: Innere Stadt          | Das Kapuzinerkloster wurde nach 1600 im Zuge der Gegenreformation erbaut. Mit den josephinischen Reformen aufgehoben, wurde es in eine Irrenanstalt umgewandelt, seit 1931 befindet sich hier das Steirische Volkskundemuseum. | BDA-Hist.: Q115742225 Status: § 2a Stand der BDA-Liste: 2025-06-30 Name: Ehem. Kapuzinerkloster, Volkskundemuseum GstNr.: 537, 532/1 Ehemaliges Kapuzinerkloster, Graz |
| ja   | Datei hochladen | Äußeres Paulustor HERIS-ID: 51181 Objekt-ID: 56775                                                                | Paulustorgasse 12 Standort KG: Innere Stadt              | Das Paulustor ist das letzte erhaltene Stadttor der nach 1600 nach außen verlegten Stadtbefestigung. Es ist ein um dieselbe Zeit entstandenes Gebäude integriert, das lange als Kaserne diente. Es ist triumphbogenartig mit zwei seitlichen Nebeneingängen, an der Außenseite sind eine Wappendarstellung und eine Widmung für Erzherzog Ferdinand II. und seine Mutter Maria Anna von Bayern angebracht. | BDA-Hist.: Q2064349 Status: Bescheid Stand der BDA-Liste: 2025-06-30 Name: Äußeres Paulustor GstNr.: 523/1 Paulustor, Graz |
| ja   | Datei hochladen | Auffahrtsrampe zur Palmburg mit Gedenktafel HERIS-ID: 110323 Objekt-ID: 128019                                    | bei Paulustorgasse 13a Standort KG: Innere Stadt         | Die Auffahrtsrampe zur Palmburg stammt aus der Zeit um 1730, als Corbinian Graf Saurau Besitzer des Anwesens war. | BDA-Hist.: Q64764974 Status: § 2a Stand der BDA-Liste: 2025-06-30 Name: Auffahrtsrampe mit Gedenktafel GstNr.: 935, 529/3 Auffahrtsrampe zur Palmburg |
| ja   | Datei hochladen | Bezirksgericht, Palmburg HERIS-ID: 51088 Objekt-ID: 56657seit 2012                                                | Paulustorgasse 15 Standort KG: Innere Stadt              | Das Gebäude wurde nach 1578 begonnen und um 1590 vollendet, um 1730 bis etwa 1760 erfolgten mehrere Um- und Anbauten. Der Komplex ist relativ schmucklos, mit turmartigen Eckrisaliten (ursprünglich tatsächlich Türmchen) und einen Innenhof, um den Gänge mit Tonnengewölbe und Stichkappen (Erdgeschoß) bzw. Platzlgewölbe (erster Stock) verlaufen. Von einem Mitte des 18. Jahrhunderts stammenden Stiegenhaus (wohl von Joseph Hueber) sind im zweiten Obergeschoß noch Reste vorhanden. | BDA-Hist.: Q2048173 Status: Bescheid Stand der BDA-Liste: 2025-06-30 Name: Bezirksgericht, Palmburg GstNr.: 529/1 Palmburg, Graz |
| ja   | Datei hochladen | Bürgerhaus HERIS-ID: 46386 Objekt-ID: 48291                                                                       | Paulustorgasse 17 Standort KG: Innere Stadt              | Das Bürgerhaus mit Schopfwalmgiebel und (später erneuertem) Rundbogen-Steintor wurde 1675 errichtet. | BDA-Hist.: Q38021048 Status: Bescheid Stand der BDA-Liste: 2025-06-30 Name: Bürgerhaus GstNr.: 531/1, 531/2 Paulustorgasse 17, Graz |
| ja   | Datei hochladen | Paulustorbastei am Fuße des Schlossberges HERIS-ID: 14064 Objekt-ID: 10289                                        | Paulustorgasse 19 Standort KG: Innere Stadt              | Überrest der zwischen 1544 und 1588 erbauten und 1809 in wesentlichen Teilen geschleiften Befestigungsanlage | BDA-Hist.: Q37725098 Status: Bescheid Stand der BDA-Liste: 2025-06-30 Name: Paulustorbastei am Fuße des Schlossberges GstNr.: 523/3, 525, 526, 524 Paulustorbastei am Fuße des Schlossberges |
| ja   | Datei hochladen | Stabstockhaus, ehem. Kanzleitrakt des Garnisonsgerichts HERIS-ID: 51089 Objekt-ID: 56658seit 2012                 | Paulustorgasse 19 Standort KG: Innere Stadt              | Das ehemalige Provinzhaus der Barmherzigen Schwestern wurde 1843 erbaut. | BDA-Hist.: Q38043702 Status: Bescheid Stand der BDA-Liste: 2025-06-30 Name: Stabstockhaus, ehem. Kanzleitrakt des Garnisonsgerichts GstNr.: 523/3 Paulustorgasse 19, Graz |
| ja   | Datei hochladen | Kriegerdenkmal, Silveridenkmal HERIS-ID: 62769 Objekt-ID: 75350                                                   | Paulustorgasse 19, in der Nähe Standort KG: Innere Stadt | Das Denkmal für die Gefallenen des Zweiten Weltkriegs ist ein länglicher Steinblock mit versenkten Reliefs. Es wurde von Friedrich Leitmaier entworfen und 1958–1961 von Alexander Silveri gestaltet (daher ugs. Silveridenkmal). | BDA-Hist.: Q38101065 Status: § 2a Stand der BDA-Liste: 2025-06-30 Name: Kriegerdenkmal, Silveridenkmal GstNr.: 524 Silveri-Mahnmal Graz |
| ja   | Datei hochladen | Mittelalterliche Gassenanlage HERIS-ID: 110315 Objekt-ID: 128007                                                  | Pomeranzengasse Standort KG: Innere Stadt                | Die schmale, durch Schwibbögen geprägte mittelalterliche Gasse führt vom Hauptplatz zwischen den Häusern Nr. 15 und Nr. 16 zur Prokopigasse. | BDA-Hist.: Q37818105 Status: § 2a Stand der BDA-Liste: 2025-06-30 Name: Mittelalterliche Gassenanlage GstNr.: 908 |
| ja   | Datei hochladen | Wohn- und Geschäftshaus HERIS-ID: 51154 Objekt-ID: 56738                                                          | Prokopigasse 2 Standort KG: Innere Stadt                 | Das Haus mit Mansardendach wurde ursprünglich im 16. Jahrhundert errichtet, erfuhr seither aber mehrere Umbauten. Seine glatte Fassade erhielt es in der 1. Hälfte des 19. Jahrhunderts. | BDA-Hist.: Q38044000 Status: Bescheid Stand der BDA-Liste: 2025-06-30 Name: Wohn- und Geschäftshaus GstNr.: 293 |
| ja   | Datei hochladen | Wohn- und Geschäftshaus HERIS-ID: 51155 Objekt-ID: 56739                                                          | Prokopigasse 16 Standort KG: Innere Stadt                | Das Wohnhaus mit Schopfwalmgiebel geht im Baukern wahrscheinlich in das 15. Jahrhundert zurück. | BDA-Hist.: Q38044005 Status: Bescheid Stand der BDA-Liste: 2025-06-30 Name: Wohn- und Geschäftshaus GstNr.: 312 |
| ja   | Datei hochladen | Kriegerdenkmal HERIS-ID: 103806 Objekt-ID: 120341                                                                 | bei Radetzkystraße 10 Standort KG: Innere Stadt          | Der Marmorobelisk über einem Bronzelöwen wurde im Jahr 1901 dem ehrenden Gedenken der für Kaiser und Vaterland im Jahre 1878 in Bosnien und der Herzegowina vor dem Feinde gefallenen steirischen Krieger (im Okkupationsfeldzug in Bosnien) errichtet. | BDA-Hist.: Q37798412 Status: § 2a Stand der BDA-Liste: 2025-06-30 Name: Kriegerdenkmal GstNr.: 215 Kriegerdenkmal Graz Radetzkystraße |
| ja   | Datei hochladen | Bürgerhaus HERIS-ID: 51115 Objekt-ID: 56695                                                                       | Radetzkystraße 16 Standort KG: Innere Stadt              | Das Bürgerhaus mit Korbbogen-Steinportal wurde 1840 im Biedermeierstil erbaut. Die Fassade mit sezessionistischen Motiven entstand um das Jahr 1902. | BDA-Hist.: Q38043815 Status: § 2a Stand der BDA-Liste: 2025-06-30 Name: Bürgerhaus GstNr.: 193 |
| ja   | Datei hochladen | Radetzkybrücke HERIS-ID: 105985 Objekt-ID: 123075                                                                 | bei Radetzkystraße 33 Standort KG: Innere Stadt          | Die Radetzkybrücke wurde als vierte eiserne Brücke in Graz am 13. August 1898 eröffnet. Sie verbindet die Grazer Stadtteile Innere Stadt und Gries. | BDA-Hist.: Q29351161 Status: § 2a Stand der BDA-Liste: 2025-06-30 Name: Radetzkybrücke GstNr.: 842/1, 842/2, 842/3, 884/2 Radetzkybrücke (Graz) |
| ja   | Datei hochladen | Wohn- und Geschäftshaus HERIS-ID: 37009 Objekt-ID: 36080                                                          | Raubergasse 3 Standort KG: Innere Stadt                  | Das aus dem 16. Jahrhundert stammende Haus wurde 1974/75 aufgestockt sowie innen umgebaut. Die geometrische Putzfelderzier der Fassade wurde um 1674 geschaffen. | BDA-Hist.: Q37973389 Status: Bescheid Stand der BDA-Liste: 2025-06-30 Name: Wohn- und Geschäftshaus GstNr.: 154 |
| ja   | Datei hochladen | Joanneum, ehem. St. Lambrechter Stiftshof, Lesliehof HERIS-ID: 51118 Objekt-ID: 56698                             | Raubergasse 10 Standort KG: Innere Stadt                 | Das Gebäude des Alten Joanneums wurde 1665 bis 1674 von Domenico Sciassia als Stiftshof für St. Lambrecht errichtet. Als Museum dient es seit 1811, derzeit ist das Naturkundemuseum hier untergebracht. 1826 erfolgte ein klassizistischer Anbau. Es entstand dadurch ein langgestreckter Komplex um zwei Innenhöfe, die mit über alle Geschoße reichende Pfeilerarkaden gegliedert sind. Bemerkenswert an der barocken Schauseite sind Hermenpilaster, die aus den toskanischen Pilastern des ersten Obergeschoßes hervorwachsen. | BDA-Hist.: Q14545365 Status: § 2a Stand der BDA-Liste: 2025-06-30 Name: Joanneum, ehem. St. Lambrechter Stiftshof, Lesliehof GstNr.: 149 Altes Joanneum |
| ja   | Datei hochladen | Bürgerhaus HERIS-ID: 51119 Objekt-ID: 56699                                                                       | Raubergasse 13 Standort KG: Innere Stadt                 | Das Bürgerhaus entstand in der 1. Hälfte des 18. Jahrhunderts durch den Zusammenschluss zweier Häuser, deren Baukern auf das 16. Jahrhundert zurückgeht. Aus dieser Zeit ist noch das spätgotische abgefaste Rundbogen-Portal erhalten. Die Plattenstil-Fassade stammt aus der Zeit um 1800. | BDA-Hist.: Q38043845 Status: § 2a Stand der BDA-Liste: 2025-06-30 Name: Bürgerhaus GstNr.: 167 |
| ja   | Datei hochladen | Bürgerhaus HERIS-ID: 51120 Objekt-ID: 56700                                                                       | Raubergasse 15 Standort KG: Innere Stadt                 | Das Bürgerhaus mit Schopfwalmgiebel wurde im 16. Jahrhundert erbaut. | BDA-Hist.: Q38043862 Status: § 2a Stand der BDA-Liste: 2025-06-30 Name: Bürgerhaus GstNr.: 168, 172 |
| ja   | Datei hochladen | Haus Staigeregg HERIS-ID: 37010 Objekt-ID: 36081                                                                  | Sackstraße 2 Standort KG: Innere Stadt                   | Das Haus Staigeregg entstand 1740 durch den Zusammenschluss zweier Häuser des 16. Jahrhunderts. Aus dieser Zeit stammen auch das abgewalmte Mansardendach sowie die spätbarocke Fassaden-Putzzier. | BDA-Hist.: Q37973400 Status: Bescheid Stand der BDA-Liste: 2025-06-30 Name: Haus Staigeregg GstNr.: 580 Haus Staigeregg |
| ja   | Datei hochladen | Hotel Erzherzog Johann HERIS-ID: 37011 Objekt-ID: 36082                                                           | Sackstraße 3 Standort KG: Innere Stadt                   | Im Jahr 1596 wurde das Haus Sackstraße 5 zu einem Reisequartier, das nur über die im 14. Jahrhundert erbaute Murbrücke erreicht werden konnte. Im 18. Jahrhundert wurde das Haus in ein herrschaftliches Palais erweitert. Damals entstand eine eigene Kapelle sowie prachtvolle Schmiedearbeiten für die Geländer im Innenhof, welche auch heute noch vollständig erhalten sind. Die äußere Erscheinung geht im Wesentlichen auf einen Umbau von Karl Walenta aus dem Jahr 1902 zurück. | BDA-Hist.: Q37973412 Status: Bescheid Stand der BDA-Liste: 2025-06-30 Name: Hotel Erzherzog Johann GstNr.: 40, 44, 581 Hotel Erzherzog Johann |
| ja   | Datei hochladen | Landschaftsapotheke HERIS-ID: 37012 Objekt-ID: 36083                                                              | Sackstraße 4 Standort KG: Innere Stadt                   | Das Gebäude der Landschaftsapotheke mit einem Fassadenüberhang auf Kragsteinen sowie einem Rundbogen-Steinportal stammt im Kern aus dem 16. und 17. Jahrhundert. | BDA-Hist.: Q37973423 Status: Bescheid Stand der BDA-Liste: 2025-06-30 Name: Landschaftsapotheke GstNr.: 581 Landschaftsapotheke, Graz |
| ja   | Datei hochladen | Bäckerei Wolfbauer HERIS-ID: 37013 Objekt-ID: 36084                                                               | Sackstraße 8 Standort KG: Innere Stadt                   | Das Haus mit Rechteckerkern auf profilierten Kragsteinen und Säulen stammt aus dem 16. Jahrhundert. Das Korbbogen-Steinportal ist mit 1805 datiert. | BDA-Hist.: Q37973434 Status: Bescheid Stand der BDA-Liste: 2025-06-30 Name: Bäckerei Wolfbauer GstNr.: 583 Bäckerei Wolfbauer, Sackstraße 8, Graz |
| ja   | Datei hochladen | Gasthaus Bierjackl HERIS-ID: 37014 Objekt-ID: 36085                                                               | Sackstraße 10 Standort KG: Innere Stadt                  | Das Haus mit zwei Erkern auf Kragsteinen und Pfeilern geht im Kern in das 16. Jahrhundert zurück. Vor der Mitte des 17. Jahrhunderts erhielt es das Rundbogen-Steinportal und den Schopfwalmgiebel. | BDA-Hist.: Q37973445 Status: Bescheid Stand der BDA-Liste: 2025-06-30 Name: Gasthaus Bierjackl GstNr.: 584/1 Gasthaus Bierjackl, Sackstraße 10, Graz |
| ja   | Datei hochladen | Gasthaus Zum Roten Krebsen HERIS-ID: 37015 Objekt-ID: 36086                                                       | Sackstraße 12 Standort KG: Innere Stadt                  | Das Schopfwalmgiebelhaus wurde laut Datierung an der Hoffront im Jahr 1662 errichtet, ist im Baukern jedoch älter. Die bemerkenswerte spätbarocke Fassadengestaltung, u. a. mit Laubwerk-Stuckzier, entstand um 1710. Die Gesamtanlage auf einer langen, schmalen Parzelle besteht aus mehreren Baukörpern des 14. bis 17. Jahrhunderts. | BDA-Hist.: Q37973455 Status: Bescheid Stand der BDA-Liste: 2025-06-30 Name: Gasthaus Zum Roten Krebsen GstNr.: 589 |
| ja   | Datei hochladen | Ehem. Kellersperg’sches Haus HERIS-ID: 37016 Objekt-ID: 36087                                                     | Sackstraße 14 Standort KG: Innere Stadt                  | Das Gebäude entstand um 1728 durch Zusammenfassung zweier Bürgerhäuser. Eine Besonderheit ist das Rokoko-Stuckwerk der langgezogenen Fassade, insbesondere die hellgrauen Laub- und Bandlwerkverzierungen, die die Fenster unterhalb der wellenförmigen Verdachungen und in den Parapeten zieren und aus der Zeit um 1740 stammen. Die kleinen und einfachen Innenhöfe weisen auf ein höheres Alter hin, auch entsprechen die beiden Portale mit Masken den Eingängen der älteren Häuser. | BDA-Hist.: Q1694029 Status: Bescheid Stand der BDA-Liste: 2025-06-30 Name: Ehem. Kellersperg'sches Haus GstNr.: 590 |
| ja   | Datei hochladen | Kleines Palais Attems HERIS-ID: 37017 Objekt-ID: 36088                                                            | Sackstraße 15 Standort KG: Innere Stadt                  | Das kleine Palais Attems entstand im 16. Jahrhundert aus einer bürgerlichen Hofstätte und diente seit 1757 als Witwensitz des benachbarten Palais Attems. Zur selben Zeit erfolgten Umbauten durch Josef Hueber, um 1858 eine Aufstockung. Es ist ein viergeschoßiger Bau mit schmalem und tiefen Grundriss. Die Fassade aus den 1720er-Jahren ist durch Kordongesimse zwischen den einzelnen Geschoßen gegliedert. Das Portal weist Schneckenvoluten und Ziervasen auf, zwischen denen ein Kartuschenrelief Maria im Strahlenkranz zeigt. | BDA-Hist.: Q1417113 Status: Bescheid Stand der BDA-Liste: 2025-06-30 Name: Kleines Palais Attems GstNr.: 32 Witwenpalais, Graz |
| ja   | Datei hochladen | Ehem. Palais Herberstein, Landesmuseum Joanneum HERIS-ID: 37018 Objekt-ID: 36089                                  | Sackstraße 16 Standort KG: Innere Stadt                  | Auf dem Areal befand sich zu Beginn des 16. Jahrhunderts ein Hubhaus, in dem auch eine Münze untergebracht war. Nach deren Auflösung fiel das Palais an verschiedene Adelsfamilien, seit 1940 gehört es der Stadt Graz. Bis 2009 war hier die Neue Galerie des Joanneums untergebracht, seither dient es als Haus der Geschichte und der multimedialen Sammlung. Das heutige Aussehen stammt großteils vom barocken Umbau aus der Zeit nach 1754 unter der Leitung von Josef Hueber. Von der schmalen Hauptfassade ausgehend hat das Gebäude drei Flügel mit jeweils drei Geschoßen. Die beiden Rundbogentore weisen nach ihrer barocken Umgestaltung schräg gestellten Pilaster, die auf eigenen Prellsteinen ruhen sowie langgestreckte Volutenkonsolen tragen mit geschwungener Verdachung auf. Das Treppenhaus im Mittelflügel ist von beiden Höfen aus zugänglich, mit seinen Rokoko-Schmiedeeisengitter und den von Putti gehaltenen Steinlampen gilt es als eines der schönsten der Steiermark. Die Beletage hat den Spiegelsaal im Zentrum, der der Großen und Kleinen Galerie in Schloss Schönbrunn sehr ähnlich ist. | BDA-Hist.: Q2047006 Status: Bescheid Stand der BDA-Liste: 2025-06-30 Name: Ehem. Palais Herberstein, Landesmuseum Joanneum, Neue Galerie GstNr.: 591 Palais Herberstein (Sackstraße), Graz |
| ja   | Datei hochladen | Ehem. Palais Attems HERIS-ID: 37019 Objekt-ID: 36090                                                              | Sackstraße 17 Standort KG: Innere Stadt                  | Das Palais wurde anstelle mehrerer Bürgerhäuser 1702–1716 unter der Leitung von Joachim Carlone (möglicherweise unter Mitarbeit von Andreas Stengg) erbaut. Es ist ein blockhafter viergeschoßiger Bau, eines der bedeutendsten der Steiermark und das einzige in Graz, das seine Innenraumstruktur bewahrt hat. Die repräsentative Barockfassade mit reicher Stukkatur wird in der Sackstraße durch das leicht geschwungene Tor akzentuiert. Die oberen Geschoße sind vom rustizierten Sockelgeschoß durch ein Gurtgesims getrennt, sie sind mit Pilaster, Fensterrahmungen und Verdachungen deutlich gegliedert. Die hohen Rechteckfenster weisen bogenförmige Verdachungen mit kleinen stuckierten Dekorvasen auf. Bedeutend ist auch die Innenausstattung, die Stukkaturen erfolgten ab 1706 unter der Leitung von Domenico Boscho. Die ursprünglichen Wohnräume im zweiten Obergeschoß wurden später als Galerie und Bibliothek verwendet und so in die Repräsentativräume miteinbezogen. Die Malereien in diesen Räumen stammen von Franz Carl Remp und stellen eine Apotheose des Hauses Attems dar.                    | BDA-Hist.: Q2046888 Status: Bescheid Stand der BDA-Liste: 2025-06-30 Name: Ehem. Palais Attems GstNr.: 31 Palais Attems |
| ja   | Datei hochladen | Stadtmuseum, ehem. Palais Khuenburg mit Resten eines romanischen Wehrturms/Mauer HERIS-ID: 45440 Objekt-ID: 46777 | Sackstraße 18 Standort KG: Innere Stadt                  | Das nach 1564 erbaute und um 1700 barockisierte Gebäude beherbergt heute das GrazMuseum. Es ist ein U-förmiger viergeschoßiger Baukörper um einen annähernd quadratischen Hof. Das Erdgeschoß ist genutet, die Ecklisenen weisen Diamantquaderung auf. Das markanteste Element ist das Portal aus der Zeit zwischen 1710 und 1715, das von schräg stehenden Pilastern und einer toskanischen Säule flankiert und von einem schmalen Balkon mit durchbrochenen Steingeländer mit Akanthusblattmuster bekrönt wird. | BDA-Hist.: Q2047038 Status: § 2a Stand der BDA-Liste: 2025-06-30 Name: Stadtmuseum, ehem. Palais Khuenburg mit Resten eines romanischen Wehrturms/Mauer GstNr.: 598/1, 598/2 Palais Khuenburg |
| ja   | Datei hochladen | Kindergarten des Klosters der Schulschwestern HERIS-ID: 107153 Objekt-ID: 124434                                  | Sackstraße 19 Standort KG: Innere Stadt                  | Das Gebäude wurde 1897 erbaut und zeigt eine späthistoristische, neobarocke Fassade. Über dem Eingangstor ein Mosaik des hl. Joseph. | BDA-Hist.: Q37809542 Status: § 2a Stand der BDA-Liste: 2025-06-30 Name: Kindergarten des Klosters der Schulschwestern GstNr.: 18/2 |
| ja   | Datei hochladen | Reinerhof sowie Turm und Mauer der Stadtbefestigung HERIS-ID: 43668 Objekt-ID: 44333                              | Sackstraße 20 Standort KG: Innere Stadt                  | Das ehemals dem Stift Rein gehörende Haus ist das am frühesten urkundlich erwähnte Gebäude der Stadt. Es ist eine hakenförmige Anlage, die ältesten Teile stammen aus dem 15. Jahrhundert, mehrere Umbauten erfolgten im 16.–18. Jahrhundert. Die Fassaden sind großteils spätklassizistisch und stammen aus der Zeit um 1840 von Georg Hauberrisser senior. An der Nordseite befinden sich Terrakotta-Reliefs in den Fensterlünetten (Frühling, Sommer und Herbst). Im Erdgeschoß des Osttraktes befindet sich eine spätgotische Halle mit profiliertem Mittelpfeiler. Das Gebäude schließt an die mittelalterliche Stadtbefestigung an, die hier in Resten noch erhalten ist. | BDA-Hist.: Q2140516 Status: § 2a Stand der BDA-Liste: 2025-06-30 Name: Reinerhof sowie Turm und Mauer der Stadtbefestigung GstNr.: 599 Reinerhof |
| ja   | Datei hochladen | Alte Post, ehem. k.k. Münzhaus HERIS-ID: 37020 Objekt-ID: 36091                                                   | Sackstraße 22 Standort KG: Innere Stadt                  | Das Gebäude wurde 1690 als Postamt vermutlich nach den Entwürfen von Andreas Stengg erbaut. Zwischen 1756 und 1772 diente es als k.k. Münzhaus. Die langgestreckte, viergeschoßige Anlage hat einen rechteckigen Innenhof und ein Grabendach. In deren Fassade wechseln sich Dreieck- und Segment-Fenstergiebel ab; das Kranzgesims weist Fratzenkonsolen auf. Das Rundbogen-Steinportal mit Maskaron-Schlussstein und Gebälk mit Volutenaufsatz (um 1756) wird von einem Doppeladler mit Bindenschild und den Initialen von Kaiserin Maria Theresia bekrönt, darüber befinden sich eine Terrakottafigur Maria mit Kind aus dem 17. Jahrhundert in einer Nische. Die blechbeschlagenen Torflügel stammen aus dem 3. Viertel des 17. Jahrhunderts. Das Innere weist eine stichkappengewölbte Einfahrt sowie einen Stiegenaufgang mit Balusterpfeilern und Balustraden auf. Die östliche Hoffront hat steinerne Tür- und Fensterrahmungen mit Dreieck- und Segmentfenstergiebel sowie schmiedeeiserne Fenstergitter. | BDA-Hist.: Q37973489 Status: Bescheid Stand der BDA-Liste: 2025-06-30 Name: Alte Post, ehem. k.k. Münzhaus GstNr.: 601 Alte Post (Sackstraße) |
| ja   | Datei hochladen | Bürgerhaus Zur Rose HERIS-ID: 57677 Objekt-ID: 67932                                                              | Sackstraße 24 Standort KG: Innere Stadt                  | Das Gebäude wurde im 16. errichtet und am Ende des 18. Jahrhunderts umbaut, die späthistoristische Neorenaissance-Fassade stammt vom Ende des 19. Jahrhunderts. Die Einfahrt hat ein Platzlgewölbe und Rosettenstuck. Im Inneren befindet sich ein nischengegliederter Stiegenaufgang und ein schmiedeeisernes Geländer vom Ende des 18. Jahrhunderts, sowie Neorokoko-Stuckplafonds vom Ende des 19. Jahrhunderts. | BDA-Hist.: Q38077829 Status: Bescheid Stand der BDA-Liste: 2025-06-30 Name: Bürgerhaus Zur Rose GstNr.: 605/3 |
| ja   | Datei hochladen | Bürgerhaus HERIS-ID: 37021 Objekt-ID: 36092                                                                       | Sackstraße 26 Standort KG: Innere Stadt                  | Im Zanderhof, der im venezianischen Stiel gehalten ist, sind heute Wohnungen und Geschäftslokale untergebracht. In der Mitte des Hofes befindet sich ein Brunnen, ebenfalls im venezianischen Stil gehalten. Erbaut wurde der Zanderhof im Mittelalter. Ab dem Jahre 1933 war hier der Dalmatienerkeller, welcher auch eine Terrasse am Schloßberg hatte, untergebracht. | BDA-Hist.: Q37973502 Status: Bescheid Stand der BDA-Liste: 2025-06-30 Name: Bürgerhaus GstNr.: 606 Zanderhof Sackstraße 26, Graz |
| ja   | Datei hochladen | Herrenhaus HERIS-ID: 21637 Objekt-ID: 17957                                                                       | Sackstraße 28 Standort KG: Innere Stadt                  | Das Herrenhaus wurde im Jahr 1688 durch Zusammenlegen zweier Häuser des 16. Jahrhunderts erbaut. Aus dieser Zeit sind die Fassade mit geometrischer Putzfelderzier und das rustizierte Korbbogen-Steinportal erhalten. Umbauarbeiten und Fassade durch Baumeister Domenico Orsolino. | BDA-Hist.: Q37863938 Status: Bescheid Stand der BDA-Liste: 2025-06-30 Name: Herrenhaus GstNr.: 609, 610 |
| ja   | Datei hochladen | Bürgerhaus HERIS-ID: 37022 Objekt-ID: 36093                                                                       | Salzamtsgasse 4 Standort KG: Innere Stadt                | Das Bürgerhaus mit Biedermeier-Fassade wurde von 1820 bis 1825 errichtet. | BDA-Hist.: Q37973512 Status: Bescheid Stand der BDA-Liste: 2025-06-30 Name: Bürgerhaus GstNr.: 406 |
| ja   | Datei hochladen | Schlossberg – Gesamtanlage HERIS-ID: 60168 Objekt-ID: 72142                                                       | Schloßberg Standort KG: Innere Stadt                     | Der Grazer Schloßberg bildet den Kern der historischen Altstadt von Graz. Er ragt 123 m über den Grazer Hauptplatz. Reste der ehemaligen Burg: der Uhrturm, das Wahrzeichen von Graz, der Glockenturm, die Schloßberg-Kasematten, der Türkenbrunnen und eine Reihe kleinerer Kunstobjekte. | BDA-Hist.: Q264176 Status: Bescheid Stand der BDA-Liste: 2025-06-30 Name: Schlossberg – Gesamtanlage GstNr.: 523/3, 524, 525, 595, 596, 597, 662, 663, 676, 677, 678, 679, 680, 681, 683, 684, 685, 686/2, 690/2, 691, 693, 694, 695, 696, 698, 701, 702, 703, 704, 705, 706, 707, 708, 709, 710, 711, 712, 713/2, 714, 715, 742/1, 742/2, 743, 744, 745, 746, 747, 748, 749, 750, 751, 752, 755, 756, 757, 758, 759, 889/2, 889/3, 889/4, 890/1, 891, 892, 899, 900, 901, 902, 903, 904/1, 904/2, 603, 604, 686/1, 688, 689, 690/1, 889/1, 890/2, 529/1, 592, 594, 559, 602, 527, 528, 529/2, 529/4, 538, 539/1, 716, 717, 718, 719, 720, 721, 722, 723/1, 724, 725, 726, 727, 728, 729, 730/1, 730/2, 731, 732, 735, 736, 737, 738, 739, 740, 741, 893, 894, 895, 896, 897, 880/2, 887, 898 Schloßberg, Graz |
| ja   | Datei hochladen | Bürgerbastei und Uhrturmkasematte HERIS-ID: 14065 Objekt-ID: 10290                                                | Schloßberg 1 Standort KG: Innere Stadt                   | Die Bürgerbastei wurde im Jahr 1552 erbaut. | BDA-Hist.: Q37725173 Status: Bescheid Stand der BDA-Liste: 2025-06-30 Name: Bürgerbastei und Uhrturmkasematte GstNr.: 595, 596, 597, 698, 699, 700, 701, 702, 592, 594 Bürgerbastei und Uhrturmkasematte, Schloßberg, Graz |
| ja   | Datei hochladen | Ehem. Gasthaus Zum Uhrturm und Steinplastik Steinerner Hund HERIS-ID: 14037 Objekt-ID: 10261                      | Schloßberg 1 Standort KG: Innere Stadt                   | Das langgezogene ehemalige Gasthaus wurde um 1820 erbaut und fungiert mittlerweile als Wohnhaus. | BDA-Hist.: Q37723626 Status: Bescheid Stand der BDA-Liste: 2025-06-30 Name: Ehem. Gasthaus Zum Uhrturm und Steinplastik Steinerner Hund GstNr.: 701, 702 |
| ja   | Datei hochladen | Kriegerdenkmal HERIS-ID: 14080 Objekt-ID: 10305                                                                   | gegenüber Schloßberg 1 Standort KG: Innere Stadt         | 1931/32 von Wilhelm Gösser (1881–1966) aus Kunststein gestaltetes Denkmal als Erinnerung an die Gründung des (k.k.-Landwehr-)Infanterie-Regiments Nr. 27 vor 250 Jahren. Das Monument wurde am 3. Juli 1932 von Landeshauptmann Anton Rintelen feierlich enthüllt. Der Sockel trägt den Regimentswahlspruch Furchtlos und treu. | BDA-Hist.: Q37725723 Status: Bescheid Stand der BDA-Liste: 2025-06-30 Name: Kriegerdenkmal GstNr.: 695 Kriegerdenkmal "Furchtlos und Treu" von Wilhelm Gösser, Schloßberg, Graz |
| ja   | Datei hochladen | Kriegerdenkmal der Donauschwaben HERIS-ID: 14085 Objekt-ID: 10310                                                 | gegenüber Schloßberg 1 Standort KG: Innere Stadt         | Die Gedenktafeln an die Opfer von Krieg und Vertreibung unter den Donauschwaben wurde 1979 hier angebracht. | BDA-Hist.: Q37726192 Status: Bescheid Stand der BDA-Liste: 2025-06-30 Name: Kriegerdenkmal der Donauschwaben GstNr.: 695 |
| ja   | Datei hochladen | Schlossberggärtnerei HERIS-ID: 14048 Objekt-ID: 10273                                                             | Schloßberg 2 Standort KG: Innere Stadt                   | | BDA-Hist.: Q37723980 Status: Bescheid Stand der BDA-Liste: 2025-06-30 Name: Schlossberggärtnerei GstNr.: 712, 694 |
| ja   | Datei hochladen | Gedenkstein „D’Almbrüder z’Graz“ HERIS-ID: 14083 Objekt-ID: 10308                                                 | Schloßberg 2, in der Nähe Standort KG: Innere Stadt      | Die Alpine Gesellschaft D’Almbrüder z’Graz muss als erster österreichischer Trachtenverein angesehen werden. | BDA-Hist.: Q37725866 Status: Bescheid Stand der BDA-Liste: 2025-06-30 Name: Gedenkstein „D’Almbrüder z’Graz“ GstNr.: 714 |
| ja   | Datei hochladen | Wehrmauer, Kavalier/sog. Katze zwischen Bürger- und Stallbastei HERIS-ID: 14066 Objekt-ID: 10291                  | Schloßberg 2, in der Nähe Standort KG: Innere Stadt      | Überrest der zwischen 1544 und 1588 erbauten und 1809 in wesentlichen Teilen geschleiften Befestigungsanlage | BDA-Hist.: Q37725192 Status: Bescheid Stand der BDA-Liste: 2025-06-30 Name: Wehrmauer, Kavalier/sog. Katze zwischen Bürger- und Stallbastei GstNr.: 691, 890/2 |
| ja   | Datei hochladen | Uhrturm HERIS-ID: 14049 Objekt-ID: 10274                                                                          | Schloßberg 3 Standort KG: Innere Stadt                   | Der Uhrturm ist das Wahrzeichen von Graz und eines der ältesten Gebäude am Schloßberg. Ein Turm, ursprünglich als Teil der Befestigung, ist schon im 13. Jahrhundert bezeugt, sein heutiges Aussehen erhielt er bei einem Umbau 1569. Damals wurde auch die Uhr eingebaut und der hölzerne Umgang mit den drei Erkern errichtet. | BDA-Hist.: Q353239 Status: Bescheid Stand der BDA-Liste: 2025-06-30 Name: Uhrturm GstNr.: 699 Uhrturm, Graz |
| ja   | Datei hochladen | Gedenktafel für Dr. Gerold Walzel HERIS-ID: 14090 Objekt-ID: 10315                                                | Schloßberg 3, in der Nähe Standort KG: Innere Stadt      | Gedenkstein für Gerold Walzel, Autor des Studentenliedes „Träumend sah vom Schloßberg nieder“ | BDA-Hist.: Q37726572 Status: Bescheid Stand der BDA-Liste: 2025-06-30 Name: Gedenktafel für Dr. Gerold Walzel GstNr.: 597 |
| ja   | Datei hochladen | Sog. Starcke-Häuschen HERIS-ID: 14050 Objekt-ID: 10275                                                            | Schloßberg 4 Standort KG: Innere Stadt                   | Das pittoreske Häuschen in gotisierenden Formen wurde von 1820 bis 1825 an Stelle des alten Pulverturmes errichtet. | BDA-Hist.: Q37724163 Status: Bescheid Stand der BDA-Liste: 2025-06-30 Name: Sog. Starcke-Häuschen GstNr.: 687, 688 Starcke-Häuschen, Schloßberg, Graz |
| ja   | Datei hochladen | Gedenktafel für Jakob Stolz HERIS-ID: 14089 Objekt-ID: 10314                                                      | Schloßberg 4, in der Nähe Standort KG: Innere Stadt      | Gedenktafel für den Komponisten und Musiklehrer Jakob Stolz | BDA-Hist.: Q37726454 Status: Bescheid Stand der BDA-Liste: 2025-06-30 Name: Gedenktafel für Jakob Stolz GstNr.: 717 |
| ja   | Datei hochladen | Stall- oder Kanonenbastei HERIS-ID: 14067 Objekt-ID: 10292                                                        | Schloßberg 5 Standort KG: Innere Stadt                   | Die Stall- oder Kanonenbastei wurde von 1544 bis 1546 erbaut, als der Schlossberg im italienischen Bastionssystem komplett neu befestigt wurde. Das spätklassizistische rechteckige Säulen-Steinportal an der Westseite entstand um 1820 bis 1825. Es enthält einen bemerkenswerten spätgotischen hölzernen Türflügel aus der 2. Hälfte des 15. Jahrhunderts. | BDA-Hist.: Q37725199 Status: Bescheid Stand der BDA-Liste: 2025-06-30 Name: Stall- oder Kanonenbastei GstNr.: 719 Stallbastei, Schloßberg, Graz |
| ja   | Datei hochladen | Gedächtnisstätte für die „abgetrennte“ Untersteiermark HERIS-ID: 14081 Objekt-ID: 10306                           | Schloßberg 5 Standort KG: Innere Stadt                   | Das im Jahr 1970 von Erwin Huber geschaffene Bronzerelief soll an die nicht mehr zu Österreich gehörende Untersteiermark erinnern. | BDA-Hist.: Q37725766 Status: Bescheid Stand der BDA-Liste: 2025-06-30 Name: Gedächtnisstätte für die „abgetrennte“ Untersteiermark GstNr.: 719 Gedächtnisstätte Untersteiermark (Erwin Huber, 1970) |
| ja   | Datei hochladen | Garnisonsmuseum HERIS-ID: 14051 Objekt-ID: 10276                                                                  | Schloßberg 5 Standort KG: Innere Stadt                   | Das Garnisonsmuseum geht auf ein Truppenmuseum zurück, das 1918 von den steirischen Traditionsvereinen zur Erinnerung an die Truppenkörper der Monarchie errichtet wurde. Nach der Renovierung der Kanonenbastei bis 1979 wurde 1981 das Garnisonsmuseum dort eröffnet und bis 1982 erweitert. Den Schwerpunkt der sechs Räume bildet Graz als Garnisonsstadt. Seit 2012 ist das Museum geschlossen. | BDA-Hist.: Q37724352 Status: Bescheid Stand der BDA-Liste: 2025-06-30 Name: Garnisonmuseum GstNr.: 719, 718 Garnisonsmuseum Graz |
| ja   | Datei hochladen | Steinmosaik Städtefreundschaft-Völkerfreundschaft HERIS-ID: 14082 Objekt-ID: 10307                                | Schloßberg 5 Standort KG: Innere Stadt                   | Das von Georg Schönauer 1971 geschaffene Mosaik zeigt zwei händeschüttelnde Figuren und zählt die mit Graz partnerschaftlich verbundenen Städte auf. | BDA-Hist.: Q37725817 Status: Bescheid Stand der BDA-Liste: 2025-06-30 Name: Steinmosaik Städtefreundschaft-Völkerfreundschaft GstNr.: 719 Städtefreundschaft - Völkerfreundschaft by Georg Schönauer |
| ja   | Datei hochladen | Gedenktafel Rudolf Hans Bartsch HERIS-ID: 14084 Objekt-ID: 10309                                                  | bei Schloßberg 5 Standort KG: Innere Stadt               | Urnengrab und Gedenktafel für Rudolf Hans Bartsch in den Mauern der ehemaligen Stallbastei | BDA-Hist.: Q37726046 Status: Bescheid Stand der BDA-Liste: 2025-06-30 Name: Gedenktafel Rudolf Hans Bartsch GstNr.: 719 |
| ja   | Datei hochladen | Chinesischer Pavillon HERIS-ID: 14057 Objekt-ID: 10282                                                            | südlich Schloßberg 5 Standort KG: Innere Stadt           | Der chinesische Pavillon am Grazer Schloßberg wurde 1890 errichtet. Vorher stand an dieser Stelle eine romanische Weinlaube. | BDA-Hist.: Q37724720 Status: Bescheid Stand der BDA-Liste: 2025-06-30 Name: Chinesischer Pavillon GstNr.: 714 Chinesischer Pavillon am Grazer Schloßberg |
| ja   | Datei hochladen | Glockenturm und Fundamente der St.-Thomas-Kapelle HERIS-ID: 14052 Objekt-ID: 10277                                | Schloßberg 6 Standort KG: Innere Stadt                   | Der fünfgeschoßige Glockenturm mit oktogonalem Grundriss und Kuppel wurde im Jahr 1588 erbaut. Nach der 1587 gegossenen Türkenglocke wird das Turm im Volksmund auch „Lisl“ genannt. Die Innenräume beherbergen das Schlossberg-Museum. Nordöstlich des Turms wurde 1972 der Grundriss der im Jahr 1810 abgebrochenen Thomaskapelle sichtbar gemacht. | BDA-Hist.: Q37724472 Status: Bescheid Stand der BDA-Liste: 2025-06-30 Name: Glockenturm und Fundamente der St.-Thomas-Kapelle GstNr.: 733, 723/1 Bell tower at Schloßberg, Graz |
| ja   | Datei hochladen | Freilichttheater, sog. Kasemattenbühne HERIS-ID: 14055 Objekt-ID: 10280                                           | bei Schloßberg 6 Standort KG: Innere Stadt               | Die sogenannten Kasematten gehörten einst zum Schlosshauptmannsgebäude und wurden im Jahr 1937 als Freilichtbühne gestaltet. | BDA-Hist.: Q37724653 Status: Bescheid Stand der BDA-Liste: 2025-06-30 Name: Freilichttheater, sog. Kasemattenbühne GstNr.: 732 Kasemattenbühne Schloßberg |
| ja   | Datei hochladen | Sommerschank des Schlossberg-Restaurants HERIS-ID: 14053 Objekt-ID: 10278                                         | Schloßberg 6a Standort KG: Innere Stadt                  | | BDA-Hist.: Q37724543 Status: Bescheid Stand der BDA-Liste: 2025-06-30 Name: Sommerschank des Schlossberg-Restaurants GstNr.: 723/2 |
| ja   | Datei hochladen | Gedenkstein an den Kärntner Abwehrkampf HERIS-ID: 14087 Objekt-ID: 10312                                          | Schloßberg 6, in der Nähe Standort KG: Innere Stadt      | 1980 wurde ein Relief des Kärntner Wappens mit Gedenktafel an den Kärtner Abwehrkampf und die darauffolgende Volksabstimmung hier angebracht. | BDA-Hist.: Q37726308 Status: Bescheid Stand der BDA-Liste: 2025-06-30 Name: Gedenkstein an den Kärntner Abwehrkampf GstNr.: 723/1 |
| ja   | Datei hochladen | Wetterhäuschen am Hochplateau HERIS-ID: 14058 Objekt-ID: 10283                                                    | nördlich Schloßberg 7 Standort KG: Innere Stadt          | Das sogenannte Wetterhäuschen am Hochplateau mit Sgraffiti der vier Elemente wurde im Jahr 1955 errichtet. | BDA-Hist.: Q37724763 Status: Bescheid Stand der BDA-Liste: 2025-06-30 Name: Wetterhäuschen am Hochplateau GstNr.: 738 |
| ja   | Datei hochladen | Hackher-Löwe HERIS-ID: 14075 Objekt-ID: 10300                                                                     | nördlich Schloßberg 7 Standort KG: Innere Stadt          | Der Bronzelöwe zum Gedenken an Major Franz Xaver Hackher wurde ursprünglich 1909 aufgestellt, im Jahr 1941 aber eingeschmolzen. 1965 schuf Wilhelm Gösser eine freie Nachschöpfung. | BDA-Hist.: Q37725570 Status: Bescheid Stand der BDA-Liste: 2025-06-30 Name: Hackher-Löwe GstNr.: 738 Monument for Franz Xaver Hackher zu Hart, Graz |
| ja   | Datei hochladen | Fernbergerbastei HERIS-ID: 14068 Objekt-ID: 10293                                                                 | Schloßberg 8 Standort KG: Innere Stadt                   | Die Fernbergerbastei wurde in den Jahren 1583/84 errichtet. | BDA-Hist.: Q37725203 Status: Bescheid Stand der BDA-Liste: 2025-06-30 Name: Fernbergerbastei GstNr.: 730/2 |
| ja   | Datei hochladen | Schlossbergbahn HERIS-ID: 14059 Objekt-ID: 10284                                                                  | Schloßberg 8 Standort KG: Innere Stadt                   | Die Schlossbergbahn ist eine Standseilbahn, die 1894 errichtet und 1961 technisch umgerüstet wurde. Sie hat eine Länge von 212 Metern und überwindet dabei einen Höhenunterschied von nicht ganz 110 Metern. | BDA-Hist.: Q2244890 Status: Bescheid Stand der BDA-Liste: 2025-06-30 Name: Schlossbergbahn GstNr.: 682, 728, 730/2 Schloßbergbahn, Graz |
| ja   | Datei hochladen | Schlossbergstollen HERIS-ID: 14063seit 2024                                                                       | bei Schloßberg 8 Standort KG: Innere Stadt               | | BDA-Hist.: Q126122386 Status: Bescheid Stand der BDA-Liste: 2025-06-30 Name: Schlossbergstollen GstNr.: 716, 717, 718, 719, 720, 721, 722, 723/1, 723/2, 724, 725, 726, 727, 728, 729, 730/2, 731, 732, 733, 735, 736, 737, 738, 739, 740, 741, 893, 894, 896, 897 Schlossbergstollen |
| ja   | Datei hochladen | Denkmal Ludwig Freiherr von Welden HERIS-ID: 14078 Objekt-ID: 10303                                               | bei Schloßberg 9 Standort KG: Innere Stadt               | Das Bronzestandbild von Ludwig von Welden auf einem Marmorsockel ist mit 1859 datiert. | BDA-Hist.: Q37725675 Status: Bescheid Stand der BDA-Liste: 2025-06-30 Name: Denkmal Ludwig Freiherr von Welden GstNr.: 900 Welden-Denkmal (Graz) |
| ja   | Datei hochladen | Theater, Parapluie HERIS-ID: 14056 Objekt-ID: 10281                                                               | Schloßberg 9, in der Nähe Standort KG: Innere Stadt      | | BDA-Hist.: Q37724702 Status: Bescheid Stand der BDA-Liste: 2025-06-30 Name: Theater, Parapluie GstNr.: 902 |
| ja   | Datei hochladen | Cerrini-Schlössl HERIS-ID: 14054 Objekt-ID: 10279                                                                 | Schloßberg 10 Standort KG: Innere Stadt                  | Das sogenannte Cerrini-Schlössl östlich des Uhrturms wurde um 1820 erbaut. | BDA-Hist.: Q37724613 Status: Bescheid Stand der BDA-Liste: 2025-06-30 Name: Cerrini-Schlössl GstNr.: 595 |
| ja   | Datei hochladen | Herbersteingarten und Garten auf der Bürgerbastei HERIS-ID: 14062 Objekt-ID: 10287                                | Schloßberg 10 Standort KG: Innere Stadt                  | Der ehemalige (Wein-)Garten war mit dem Palais Herberstein durch einen (nicht mehr begehbaren) Felsensteig verbunden und wurde 1930 durch eine Verbindung zum Kriegssteig der Öffentlichkeit zugänglich gemacht. | BDA-Hist.: Q37725022 Status: Bescheid Stand der BDA-Liste: 2025-06-30 Name: Herbersteingarten und Garten auf der Bürgerbastei GstNr.: 595, 596, 597, 592, 594 Herbersteingarten und Garten auf der Bürgerbastei, Schloßberg, Graz |
| ja   | Datei hochladen | Tiefer Brunnen/Türkenbrunnen HERIS-ID: 14072 Objekt-ID: 10297                                                     | Schloßberg Standort KG: Innere Stadt                     | Der 94 Meter tiefe sogenannte Türkenbrunnen westlich der Stallbastei wurde von 1554 bis 1558 gegraben. Der Steinkranz wurde 1935 erneuert. | BDA-Hist.: Q37725345 Status: Bescheid Stand der BDA-Liste: 2025-06-30 Name: Tiefer Brunnen/Türkenbrunnen GstNr.: 713/2 Türkenbrunnen, Schloßberg, Graz |
| ja   | Datei hochladen | Zisterne am Hochplateau HERIS-ID: 14073 Objekt-ID: 10298                                                          | Schloßberg Standort KG: Innere Stadt                     | Die Zisterne wurde von 1544 bis 1547 errichtet und bereits zwischen 1570 und 1580 umgebaut. Die schmiedeeiserne Brunnenlaube wurde laut Inschrift im Jahr 1897 erneuert. | BDA-Hist.: Q37725453 Status: Bescheid Stand der BDA-Liste: 2025-06-30 Name: Zisterne am Hochplateau GstNr.: 738 Cistern at Schloßberg, Graz |
| ja   | Datei hochladen | Bischofsstuhl HERIS-ID: 14074 Objekt-ID: 10299                                                                    | Schloßberg Standort KG: Innere Stadt                     | Als Bischofsstuhl wird die steinerne Bank mit verwitterten Schriftzeichen und gotischem Blendmaßwerk auf der Rückseite bezeichnet. Sie ist ein Fundstück aus der spätgotischen Epoche der Burg auf dem Schloßberg. Der Legende nach verstarb hier 1796 bei einer Rast der nach 40-jähriger Haft aus den Kerkern des Schloßberges entlassene Bischof Graf Nádasdy. | BDA-Hist.: Q37725503 Status: Bescheid Stand der BDA-Liste: 2025-06-30 Name: Bischofsstuhl GstNr.: 890/2 Bischofsstuhl, Schloßberg, Graz |
| ja   | Datei hochladen | Stiegenanlage, Kriegssteig HERIS-ID: 14060 Objekt-ID: 10285                                                       | Schloßberg Standort KG: Innere Stadt                     | Die Stiegenanlage wurde 1916–1918 unter der Leitung von Stadtbaurat Ludwig Muhry erbaut, für den Bau wurden auch Kriegsgefangene eingesetzt. | BDA-Hist.: Q37724954 Status: Bescheid Stand der BDA-Liste: 2025-06-30 Name: Stiegenanlage, Kriegssteig GstNr.: 603, 602 Kriegssteig |
| ja   | Datei hochladen | Hinterer Zwinger/Glöckl-Batterie HERIS-ID: 14069 Objekt-ID: 10294                                                 | Schloßberg Standort KG: Innere Stadt                     | Überrest der zwischen 1544 und 1588 erbauten und 1809 in wesentlichen Teilen geschleiften Befestigungsanlage | BDA-Hist.: Q37725204 Status: Bescheid Stand der BDA-Liste: 2025-06-30 Name: Hinterer Zwinger/Glöckl-Batterie GstNr.: 731, 738 |
| ja   | Datei hochladen | Vorderer Zwinger HERIS-ID: 14070 Objekt-ID: 10295                                                                 | Schloßberg Standort KG: Innere Stadt                     | Überrest der zwischen 1544 und 1588 erbauten und 1809 in wesentlichen Teilen geschleiften Befestigungsanlage | BDA-Hist.: Q37725251 Status: Bescheid Stand der BDA-Liste: 2025-06-30 Name: Vorderer Zwinger GstNr.: 732 |
| ja   | Datei hochladen | Gedenkstein für Rudolf Harter HERIS-ID: 14086 Objekt-ID: 10311                                                    | Schloßberg Standort KG: Innere Stadt                     | Der Gedenkstein an den Mühlenbesitzer und Gemeinderat Rudolf Harter in einem Findling ist mit 1908 bezeichnet. | BDA-Hist.: Q37726256 Status: Bescheid Stand der BDA-Liste: 2025-06-30 Name: Gedenkstein für Rudolf Harter GstNr.: 735 |
| ja   | Datei hochladen | Gedenkstein für Johannes Kepler HERIS-ID: 14088 Objekt-ID: 10313                                                  | Schloßberg Standort KG: Innere Stadt                     | Erinnerungsstein für die 1903 gepflanzte Kepler-Linde | BDA-Hist.: Q37726391 Status: Bescheid Stand der BDA-Liste: 2025-06-30 Name: Gedenkstein für Johannes Kepler GstNr.: 723/1 |
| ja   | Datei hochladen | Parkbänke HERIS-ID: 14091 Objekt-ID: 10316                                                                        | Schloßberg Standort KG: Innere Stadt                     | | BDA-Hist.: Q37726603 Status: Bescheid Stand der BDA-Liste: 2025-06-30 Name: Parkbänke GstNr.: 596, 597, 742/1, 742/2, 744, 889/2, 889/3, 889/4, 890/1, 891, 892, 899, 901, 902, 903, 904/1, 904/2, 603, 604, 690/1, 889/1, 890/2, 592, 594, 559, 602, 738, 740, 893, 894, 895, 896, 897 |
| ja   | Datei hochladen | Parklaternen HERIS-ID: 14092 Objekt-ID: 10317                                                                     | Schloßberg Standort KG: Innere Stadt                     | | BDA-Hist.: Q37726688 Status: Bescheid Stand der BDA-Liste: 2025-06-30 Name: Parklaternen GstNr.: 895 |
| ja   | Datei hochladen | Jubiläumsfelsensteig und Wiedner-Plätzchen HERIS-ID: 14061 Objekt-ID: 10286                                       | Schloßberg Standort KG: Innere Stadt                     | | BDA-Hist.: Q37724998 Status: Bescheid Stand der BDA-Liste: 2025-06-30 Name: Jubiläumsfelsensteig und Wiedner-Plätzchen GstNr.: 889/4, 604, 690/1, 602 |
| ja   | Datei hochladen | Hans-Kloepfer-Denkmal HERIS-ID: 14076 Objekt-ID: 10301                                                            | Schloßberg Standort KG: Innere Stadt                     | Bronzebüste von Hans Kloepfer | BDA-Hist.: Q37725619 Status: Bescheid Stand der BDA-Liste: 2025-06-30 Name: Hans-Kloepfer-Denkmal GstNr.: 890/2 |
| ja   | Datei hochladen | Denkmal Dr. Karl Renner HERIS-ID: 14077 Objekt-ID: 10302                                                          | Schloßberg Standort KG: Innere Stadt                     | Die Bronzebüste von Karl Renner wurde 1970 aufgestellt und ist mit BERES signiert. | BDA-Hist.: Q37725659 Status: Bescheid Stand der BDA-Liste: 2025-06-30 Name: Denkmal Dr. Karl Renner GstNr.: 597 |
| ja   | Datei hochladen | Brunnen, Taubenbrunnen HERIS-ID: 14071 Objekt-ID: 10296                                                           | Schloßbergplatz Standort KG: Innere Stadt                | Der Taubenbrunnen entstand in den Jahren 1947 bis 1949. | BDA-Hist.: Q37725294 Status: Bescheid Stand der BDA-Liste: 2025-06-30 Name: Brunnen, Taubenbrunnen GstNr.: 880/2 Taubenbrunnen Graz |
| ja   | Datei hochladen | Bürgerhaus HERIS-ID: 37023 Objekt-ID: 36094                                                                       | Schmiedgasse 15 Standort KG: Innere Stadt                | Das im Baukern aus dem 16. Jahrhundert stammende Bürgerhaus wurde um 1775 umgebaut und erhielt in dieser Zeit seine Rokokofassade. Die Sandstein-Nischenfigur der Maria mit dem Kind entstand im späten 17. Jahrhundert. | BDA-Hist.: Q37973522 Status: Bescheid Stand der BDA-Liste: 2025-06-30 Name: Bürgerhaus GstNr.: 268, 267 |
| ja   | Datei hochladen | Bürgerhaus HERIS-ID: 95725 Objekt-ID: 111089                                                                      | Schmiedgasse 16 Standort KG: Innere Stadt                | Die Fassade des Bürgerhauses aus dem 16. und 17. Jahrhundert ist mit toskanischen Pilastern gestaltet. | BDA-Hist.: Q37766826 Status: § 2a Stand der BDA-Liste: 2025-06-30 Name: Bürgerhaus GstNr.: 165 |
| ja   | Datei hochladen | Bürgerhaus HERIS-ID: 37024 Objekt-ID: 36095                                                                       | Schmiedgasse 17 Standort KG: Innere Stadt                | Das Bürgerhaus stammt im Baukern aus dem 15. und 16. Jahrhundert. Die Fassade erhielt in der 1. Hälfte des 19. Jahrhunderts ihr heutiges Aussehen. | BDA-Hist.: Q37973531 Status: Bescheid Stand der BDA-Liste: 2025-06-30 Name: Bürgerhaus GstNr.: 266 |
| ja   | Datei hochladen | Bürgerhaus HERIS-ID: 37025 Objekt-ID: 36096                                                                       | Schmiedgasse 18 Standort KG: Innere Stadt                | Das Haus aus dem 16. Jahrhundert mit einem Schopfwalmgiebel erhielt in der 2. Hälfte des 17. Jahrhunderts seine Fassade mit toskanischen Pilastern. Das Korbbogen-Steintor ist mit 1783 datiert. | BDA-Hist.: Q37973540 Status: Bescheid Stand der BDA-Liste: 2025-06-30 Name: Bürgerhaus GstNr.: 166 |
| ja   | Datei hochladen | Bürgerhaus HERIS-ID: 37026 Objekt-ID: 36097                                                                       | Schmiedgasse 19 Standort KG: Innere Stadt                | Das Bürgerhaus mit Schopfwalmgiebel wurde 1596 errichtet und um das Jahr 1840 umgebaut. Die Schnitzgruppe der Krönung Mariä in der Rundbogennische stammt aus der Zeit um 1770. | BDA-Hist.: Q37973550 Status: Bescheid Stand der BDA-Liste: 2025-06-30 Name: Bürgerhaus GstNr.: 265 |
| ja   | Datei hochladen | Bürgerhaus HERIS-ID: 46173 Objekt-ID: 47878                                                                       | Schmiedgasse 20 Standort KG: Innere Stadt                | Das Bürgerhaus geht im Baukern bis ins 15. Jahrhundert zurück. Das Rundbogen-Steinportal war früher mit 1662 datiert. Die Fassade mit Putzzier entstand im frühen 18. Jahrhundert. | BDA-Hist.: Q38019670 Status: Bescheid Stand der BDA-Liste: 2025-06-30 Name: Bürgerhaus GstNr.: 169 |
| ja   | Datei hochladen | Ehem. Palais Kollonitsch HERIS-ID: 37027 Objekt-ID: 36098                                                         | Schmiedgasse 21 Standort KG: Innere Stadt                | Das Palais entstand nach 1641 unter Einbeziehung eines älteren Stadthauses. Es ist ein dreigeschoßiger Spätrenaissance-Bau mit einem Arkadenhof. Die Straßenfront wird durch polygonale Eckerker betont, die sich auf toskanische Säulen stützen. Zwischen den Obergeschoßen oberhalb des rustizierten Rundbogenportals ist ein aufwändig gestaltetes Wappenrelief zu sehen. Im Inneren befindet sich ein bemerkenswerter Saal mit stukkiertem Spiegelgewölbe und Kartuschenmalereien aus der Zeit um 1690. | BDA-Hist.: Q2047042 Status: Bescheid Stand der BDA-Liste: 2025-06-30 Name: Ehem. Palais Kollonitsch GstNr.: 263 Palais Kollonitsch, Graz |
| ja   | Datei hochladen | Bürgerhaus HERIS-ID: 51121 Objekt-ID: 56701                                                                       | Schmiedgasse 22 Standort KG: Innere Stadt                | Das Bürgerhaus mit Schopfwalmgiebel stammt im Baukern aus dem 15. und 16. Jahrhundert und erhielt in der 1. Hälfte des 19. Jahrhunderts seine heutige Fassade. | BDA-Hist.: Q38043872 Status: § 2a Stand der BDA-Liste: 2025-06-30 Name: Bürgerhaus GstNr.: 170 |
| ja   | Datei hochladen | Bürgerhaus HERIS-ID: 45199 Objekt-ID: 46118                                                                       | Schmiedgasse 23 Standort KG: Innere Stadt                | Das Bürgerhaus stammt im Kern aus dem 16. Jahrhundert. Bei einem Umbau Ende des 18. Jahrhunderts wurde die Fassade im Plattenstil gestaltet. | BDA-Hist.: Q38014141 Status: Bescheid Stand der BDA-Liste: 2025-06-30 Name: Bürgerhaus GstNr.: 262 |
| ja   | Datei hochladen | Bürgerhaus HERIS-ID: 45200 Objekt-ID: 46119                                                                       | Schmiedgasse 25 Standort KG: Innere Stadt                | Das Bürgerhaus mit schmaler, einachsiger Fassade stammt im Kern aus dem 16. Jahrhundert. | BDA-Hist.: Q38014150 Status: Bescheid Stand der BDA-Liste: 2025-06-30 Name: Bürgerhaus GstNr.: 261 |
| ja   | Datei hochladen | Städtisches Amtshaus HERIS-ID: 51122 Objekt-ID: 56702                                                             | Schmiedgasse 26 Standort KG: Innere Stadt                | Der monumentale Baublock des Städtischen Amtshauses mit von Leopold Theyer stammenden späthistoristischen Fassaden im Stil der Neogotik und in altdeutschen Formen wurde in den Jahren 1902 bis 1904 errichtet. | BDA-Hist.: Q38043883 Status: § 2a Stand der BDA-Liste: 2025-06-30 Name: Städtisches Amtshaus GstNr.: 174 |
| ja   | Datei hochladen | Bürgerhaus HERIS-ID: 37028 Objekt-ID: 36099                                                                       | Sporgasse 3 Standort KG: Innere Stadt                    | Das Bürgerhaus stammt ursprünglich aus dem 16. Jahrhundert. Die bemerkenswert stuckierte Fassade mit floralen Jugendstilformen wurde im Zug eines Umbaus im Jahr 1900 geschaffen. | BDA-Hist.: Q37973567 Status: Bescheid Stand der BDA-Liste: 2025-06-30 Name: Bürgerhaus GstNr.: 579 Sporgasse 3, Graz |
| ja   | Datei hochladen | Wohn- und Geschäftshaus HERIS-ID: 45859 Objekt-ID: 47330                                                          | Sporgasse 5 Standort KG: Innere Stadt                    | Das Bürgerhaus aus dem 15. und 16. Jahrhundert erhielt von 1905 bis 1910 seine sezessionistische Fassade. | BDA-Hist.: Q38017885 Status: Bescheid Stand der BDA-Liste: 2025-06-30 Name: Wohn- und Geschäftshaus GstNr.: 578 |
| ja   | Datei hochladen | Wohn- und Geschäftshaus HERIS-ID: 45655 Objekt-ID: 47036                                                          | Sporgasse 7 Standort KG: Innere Stadt                    | Das im Kern ins 15. und 16. Jahrhundert zurückgehende Haus wurde zwischen 1850 und 1860 umgebaut. Von 1905 bis 1910 entstand dann im Erdgeschoß und ersten Stock die sezessionistische Fassade; die oberen Stockwerke blieben hingegen unverändert. | BDA-Hist.: Q38017230 Status: Bescheid Stand der BDA-Liste: 2025-06-30 Name: Wohn- und Geschäftshaus GstNr.: 577 |
| ja   | Datei hochladen | Wohn- und Geschäftshaus, Apotheke, Zum goldenen Hirschen HERIS-ID: 60631 Objekt-ID: 72950seit 2014                | Sporgasse 10 Standort KG: Innere Stadt                   | Das Wohn- und Geschäftshaus stammt im Kern aus dem 16. Jahrhundert. | BDA-Hist.: Q38092571 Status: Bescheid Stand der BDA-Liste: 2025-06-30 Name: Wohn- und Geschäftshaus, Apotheke, Zum goldenen Hirschen GstNr.: 460 Sporgasse 10, Graz |
| ja   | Datei hochladen | Bürgerhaus HERIS-ID: 37029 Objekt-ID: 36100                                                                       | Sporgasse 11 Standort KG: Innere Stadt                   | Der Baukern des Bürgerhauses geht in das 16. Jahrhundert zurück. Die Fassade mit geometrischer Putzfelderzier wurde 1690/91 geschaffen, das klassizistische Korbbogen-Steinportal Ende des 18. Jahrhunderts. | BDA-Hist.: Q37973587 Status: Bescheid Stand der BDA-Liste: 2025-06-30 Name: Bürgerhaus GstNr.: 575 |
| ja   | Datei hochladen | Bürgerhaus HERIS-ID: 37030 Objekt-ID: 36101                                                                       | Sporgasse 12 Standort KG: Innere Stadt                   | Das Bürgerhaus mit Schopfwalmgiebel sowie einer Fassade mit Überhang auf Kragsteinen stammt aus dem 15. und 16. Jahrhundert. Zwei bemerkenswerte spätgotische Pfostenfenster im ersten Obergeschoß wurden im Jahr 1968 wieder freigelegt und restauriert. | BDA-Hist.: Q37973598 Status: Bescheid Stand der BDA-Liste: 2025-06-30 Name: Bürgerhaus GstNr.: 461 |
| ja   | Datei hochladen | Gasthaus Zum römischen Kaiser HERIS-ID: 37031 Objekt-ID: 36102                                                    | Sporgasse 13 Standort KG: Innere Stadt                   | Das ursprünglich aus dem 16. Jahrhundert stammende ehemalige Gasthaus wurde von etwa 1765 bis 1770 umgebaut und erhielt eine Rokokofassade. Das Korbbogen-Steinportal ist von figuralen Plastiken umgeben. | BDA-Hist.: Q37973608 Status: Bescheid Stand der BDA-Liste: 2025-06-30 Name: Gasthaus Zum römischen Kaiser GstNr.: 574 Zum römischen Kaiser |
| ja   | Datei hochladen | Bürgerhaus HERIS-ID: 46747 Objekt-ID: 48891                                                                       | Sporgasse 15 Standort KG: Innere Stadt                   | Das bereits im 16. Jahrhundert errichtete Bürgerhaus erhielt Anfang des 18. Jahrhunderts eine neue Fassade mit geometrischer Putzfelderzier. | BDA-Hist.: Q38023387 Status: Bescheid Stand der BDA-Liste: 2025-06-30 Name: Bürgerhaus GstNr.: 572 |
| ja   | Datei hochladen | Bürgerhaus HERIS-ID: 46242 Objekt-ID: 47968                                                                       | Sporgasse 16 Standort KG: Innere Stadt                   | Das Bürgerhaus mit Schopfwalmgiebel geht im Mauerkern ins 16. Jahrhundert zurück. Um 1810 wurde es aus zwei früher eigenständigen Häusern zusammengebaut. | BDA-Hist.: Q38020134 Status: Bescheid Stand der BDA-Liste: 2025-06-30 Name: Bürgerhaus GstNr.: 463 |
| ja   | Datei hochladen | Bürgerhaus, ehem. Teil des Augustinereremitenklosters HERIS-ID: 37032 Objekt-ID: 36103                            | Sporgasse 21 Standort KG: Innere Stadt                   | Der Baukern des einst zum Augustiner-Eremitenklostern gehörenden Bürgerhauses stammt aus dem 16. Jahrhundert. Das steinerne Rundbogen-Säulenportal und der straßenseitige Stiegenaufgang bestanden bereits vor 1651. Die leicht geknickte Plattenstilfassade entstand im Jahr 1790. | BDA-Hist.: Q37973619 Status: Bescheid Stand der BDA-Liste: 2025-06-30 Name: Bürgerhaus, ehem. Teil des Augustinereremitenklosters GstNr.: 567 |
| ja   | Datei hochladen | Kath. Filialkirche hl. Paulus HERIS-ID: 59861 Objekt-ID: 71507                                                    | Sporgasse 21a Standort KG: Innere Stadt                  | Die Stiegenkirche, ehemals Kirche des Augustiner Eremitenklosters steht auf einem Felsvorsprung des Schlossbergs in den Häuserkomplex Sporgasse 21 eingebaut. Vermutlich eine der ältesten Kirchen in Graz wird der heutige frühbarocke Bau von 1613/31 Archangelo Carlone zugeschrieben; nach Kriegsschäden 1947 nach Plänen von Architekt Karl Lebwohl restauriert. | BDA-Hist.: Q1338830 Status: § 2a Stand der BDA-Liste: 2025-06-30 Name: Kath. Filialkirche hl. Paulus GstNr.: 565 Stiegenkirche, Graz |
| ja   | Datei hochladen | Ehem. Deutschordenshaus HERIS-ID: 37033 Objekt-ID: 36104                                                          | Sporgasse 22 Standort KG: Innere Stadt                   | Das Deutschordenshaus ist eigentlich eine Zusammenfassung dreier Häuser, die im Lauf des 17. Jahrhunderts erbaut wurden und um 1680 zusammengefasst und einheitlich fassadiert wurden. Die unterschiedlichen Häuser erkennt man noch an unterschiedlichen Geschoßhöhen, auch die Dachlinie wurde nachträglich angepasst. Markantestes Element der Fassade ist der auf toskanischen Säulen ruhende polygonale Eckerker. Oberhalb des Tores befindet sich ein Relief mit drei Wappen, die von Engelsköpfen und Fruchtgehängen gerahmt werden. Das Haus weist zwei Höfe auf, der größere weist an der Südseite mächtige zweigeschoßige Pfeilerarkaden auf Kragsteinüberhängen auf. | BDA-Hist.: Q1206479 Status: Bescheid Stand der BDA-Liste: 2025-06-30 Name: Ehem. Deutschordenshaus GstNr.: 467 Deutschordenshaus (Graz) |
| ja   | Datei hochladen | Ehem. Augustinereremitenkloster HERIS-ID: 37034 Objekt-ID: 36105                                                  | Sporgasse 23 Standort KG: Innere Stadt                   | Das im Baukern aus dem 16. Jahrhundert stammende Bürgerhaus erhielt seine langgestreckte Fassade Ende des 18. Jahrhunderts. | BDA-Hist.: Q37973635 Status: Bescheid Stand der BDA-Liste: 2025-06-30 Name: Ehem. Augustinereremitenkloster GstNr.: 566 |
| ja   | Datei hochladen | Bürgerhaus HERIS-ID: 37035 Objekt-ID: 36106                                                                       | Sporgasse 24 Standort KG: Innere Stadt                   | Das im Baukern aus dem 16. Jahrhundert stammende Bürgerhaus erhielt vor der Mitte des 19. Jahrhunderts seine geknickte Fassade und das oberste Geschoß. Der Rechteck-Eckerker auf drei toskanischen Säulen ist am Steinsockel mit 1587 datiert. | BDA-Hist.: Q37973645 Status: Bescheid Stand der BDA-Liste: 2025-06-30 Name: Bürgerhaus GstNr.: 468 |
| ja   | Datei hochladen | Ehem. Palais Saurau-Goeß HERIS-ID: 37036 Objekt-ID: 36107                                                         | Sporgasse 25 Standort KG: Innere Stadt                   | Das Palais wurde nach 1564 erbaut, als ein Grund beim damaligen Paulustor erworben wurde. In der ersten Hälfte des 18. Jahrhunderts wurde die Straßenfassade erneuert. Das vierflügelige, dreigeschoßige Gebäude umschließt einen Innenhof, der mit „Murnockerln“ gepflastert und auf drei Seiten mit Pawlatschan, auf der vierten mit den ursprünglichen Arkaden ausgestattet ist. Bedingt durch das unebene Gelände ist an der Straßenseite ein Untergeschoß mit Bossenquaderung angefügt, der Rest der Fassade weist profilierte Sohlbänke und Fenster mit geraden Verdachungen auf. Das seitlich liegende rustizierte Portal ist mit Wappendarstellungen bekrönt und weist ein um 1730/40 entstandenes Oberlichtgitter mit Bandl-, Laub- und Gitterwerkformen auf. Die Beletage hat Rokoko-Ausstattung aus der Zeit um 1740. Besonders bekannt und sagenumwoben ist die Halbfigur eines Türken, die aus einer Luke unterhalb des Daches hervorragt. | BDA-Hist.: Q1686188 Status: Bescheid Stand der BDA-Liste: 2025-06-30 Name: Ehem. Palais Saurau-Goeß GstNr.: 561/1 Palais Saurau, Graz |
| ja   | Datei hochladen | Gartenpavillon des Palais Goess-Saurau HERIS-ID: 37037 Objekt-ID: 36108                                           | Sporgasse 25a Standort KG: Innere Stadt                  | Der oktogonale Gartenpavillon des Palais Goess-Saurau befindet sich am südwestlichen Schlossbergabhang. Ein älterer Baukern wurde 1742 umgebaut, ein Zubau erfolgte später. Die noble Fassadengestaltung nach Art Joseph Huebers stammt aus der Zeit des Umbaus. Der marmorierte Innenraum ist in Stucco lustro-Technik ausgeführt. Das um 1742 geschaffene Kuppelfresko zeigt Merkur, Diana, Apoll, Flora und die vier Jahreszeiten und wird Franz Ignaz Flurer zugeschrieben. | BDA-Hist.: Q37973660 Status: Bescheid Stand der BDA-Liste: 2025-06-30 Name: Gartenpavillon des Palais Goess-Saurau GstNr.: 563 Palais Saurau, Graz |
| ja   | Datei hochladen | Bürgerhaus HERIS-ID: 95162 Objekt-ID: 110437                                                                      | Sporgasse 26 Standort KG: Innere Stadt                   | Das dreigeschoßige Bürgerhaus stammt im Kern aus dem 16. Jahrhundert. | BDA-Hist.: Q37765722 Status: § 2a Stand der BDA-Liste: 2025-06-30 Name: Bürgerhaus GstNr.: 469 |
| ja   | Datei hochladen | Gasthaus Zur Goldenen Pastete HERIS-ID: 37038 Objekt-ID: 36109                                                    | Sporgasse 28 Standort KG: Innere Stadt                   | Das ursprünglich im 16. Jahrhundert errichtete Gasthaus wurde im Jahr 1853 umgebaut. Der Runderker auf Kragsteinen ist in der gesamten Grazer Altstadt einzigartig. | BDA-Hist.: Q37973671 Status: Bescheid Stand der BDA-Liste: 2025-06-30 Name: Gasthaus Zur Goldenen Pastete GstNr.: 470 Zur Goldenen Pastete |
| ja   | Datei hochladen | Bürgerhaus HERIS-ID: 57473 Objekt-ID: 67564seit 2013                                                              | Sporgasse 29 Standort KG: Innere Stadt                   | Das Bürgerhaus mit breitgelagerter Fassade und Schopfwalmgiebel wurde vor der Mitte des 19. Jahrhunderts erbaut. | BDA-Hist.: Q38076717 Status: Bescheid Stand der BDA-Liste: 2025-06-30 Name: Bürgerhaus GstNr.: 557/3 |
| ja   | Datei hochladen | Bürgerhaus, sog. Eselstall HERIS-ID: 37039 Objekt-ID: 36110                                                       | Sporgasse 32 Standort KG: Innere Stadt                   | Das Bürgerhaus mit einer Fassade im Plattenstil geht im Baukern auf das 17. Jahrhundert zurück und wurde Ende des 18. Jahrhunderts umgestaltet. | BDA-Hist.: Q37973682 Status: Bescheid Stand der BDA-Liste: 2025-06-30 Name: Bürgerhaus, sog. Eselstall GstNr.: 472 |
| ja   | Datei hochladen | Stadtpark Gesamtanlage HERIS-ID: 62344 Objekt-ID: 74876                                                           | bei Stadtpark 1 Standort KG: Innere Stadt                | Der Grazer Stadtpark wurde 1869–1872 anstelle des Glacis im Stil eines englischen Landschaftsgartens angelegt. In ihm sind auch zahlreiche Kunstwerke und Denkmäler zu finden, insbesondere das von Hellmer stammende Denkmal für Moritz von Franck, dem Präsidenten des Stadtverschönerungsvereins und Initiators des Projekts. Gebäude im Park sind insbesondere der Kursalon und das aus einem leerstehenden Café in den 1950er-Jahren entstandene Forum Stadtpark. | BDA-Hist.: Q1489718 Status: Bescheid Stand der BDA-Liste: 2025-06-30 Name: Stadtpark Gesamtanlage GstNr.: 777, 784/4, 951, 792/2, 778, 936, 937, 784/2, 940/2, 940/5, 940/6, 940/8, 941, 784/1, 784/3, 787/1, 787/3, 806/1, 945/7, 794, 780/1, 781, 792/1, 793, 807/1 Stadtpark Graz |
| ja   | Datei hochladen | Bürgerhaus HERIS-ID: 37041 Objekt-ID: 36112                                                                       | Stempfergasse 1 Standort KG: Innere Stadt                | Das Bürgerhaus stammt im Kern aus dem 15. Jahrhundert, wurde im 17. und 18. Jahrhundert dann aber zweimal umgebaut. Die Ostfront ist durch zwei polygonale Eckerker aus der 1. Hälfte des 17. Jahrhunderts gestaltet. | BDA-Hist.: Q37973701 Status: Bescheid Stand der BDA-Liste: 2025-06-30 Name: Bürgerhaus GstNr.: 315 |
| ja   | Datei hochladen | Ehem. Palais Katzianer HERIS-ID: 37043 Objekt-ID: 36114                                                           | Stempfergasse 3 Standort KG: Innere Stadt                | Das Palais entstand um 1742 durch Umbau und Neufassadierung eines älteren Hauses, das sich bis ins 15. Jahrhundert zurückverfolgen lässt. Es ist ein viergeschoßiges Palais mit mittelalterlichem Baukern. Die Fassade wird durch Lisenen und Sturzrahmen vertikal gegliedert, die Fensterverdachungen sind im ersten Obergeschoß gerade und im zweiten segmentbogig. Das barocke Portal ist rundbogig, wird von zwei Pilastern flankiert und von einem geraden Gebälk bekrönt. Auf diesem befindet sich die plastische Darstellung zweier Katzen, die eine Kartusche mit dem Wappen der Kazianer halten sowie links eine Steinvase (die rechte ist nicht mehr vorhanden). | BDA-Hist.: Q1308631 Status: Bescheid Stand der BDA-Liste: 2025-06-30 Name: Ehem. Palais Katzianer GstNr.: 316/1 Palais Katzianer, Graz |
| ja   | Datei hochladen | Miethaus HERIS-ID: 51157 Objekt-ID: 56741                                                                         | Stempfergasse 4 Standort KG: Innere Stadt                | Das Haus stammt im Kern aus dem 16. Jahrhundert. In den Jahren 1869/70 wurde der Gassentrakt neu erbaut und erhielt eine strenghistoristische Neorenaissance-Fassade. | BDA-Hist.: Q38044028 Status: § 2a Stand der BDA-Liste: 2025-06-30 Name: Miethaus GstNr.: 283 |
| ja   | Datei hochladen | Bürgerhaus HERIS-ID: 51156 Objekt-ID: 56740                                                                       | Stempfergasse 5 Standort KG: Innere Stadt                | Das Bürgerhaus wurde ursprünglich 1540 erbaut; das Korbbogen-Steinportal stammt noch aus dieser Zeit. Im Jahr 1891 erfolgte ein Um- und Neubau, auf den die späthistoristische Neorenaissance-Fassade zurückgeht. | BDA-Hist.: Q38044015 Status: § 2a Stand der BDA-Liste: 2025-06-30 Name: Bürgerhaus GstNr.: 317 |
| ja   | Datei hochladen | Kepler-Haus HERIS-ID: 37044 Objekt-ID: 36115                                                                      | Stempfergasse 6 Standort KG: Innere Stadt                | Das sogenannte Kepler-Haus stammt ursprünglich aus dem Jahr 1563. Die spätbarocke Fassade mit einem Überhang auf Kragsteinen und Pfeilern wurde in der 2. Hälfte des 18. Jahrhunderts geschaffen. | BDA-Hist.: Q37973725 Status: Bescheid Stand der BDA-Liste: 2025-06-30 Name: Kepler-Haus GstNr.: 282 |
| ja   | Datei hochladen | Landesamtsgebäude HERIS-ID: 37045 Objekt-ID: 36116                                                                | Stempfergasse 7 Standort KG: Innere Stadt                | Das im Kern aus dem 16. Jahrhundert stammende Landesamtsgebäude erhielt bei einem Umbau zwischen 1760 und 1770 seine spätbarocke Fassade. Das klassizistische Flachbogen-Steinportal entstand um 1813. | BDA-Hist.: Q37973733 Status: Bescheid Stand der BDA-Liste: 2025-06-30 Name: Landesamtsgebäude GstNr.: 318/1 |
| ja   | Datei hochladen | Bürgerhaus HERIS-ID: 37046 Objekt-ID: 36117                                                                       | Stempfergasse 8 Standort KG: Innere Stadt                | Das Bürgerhaus aus dem 16. Jahrhundert mit einer schmalen Fassade mit Überhang wurde im Jahr 1834 umgebaut. Es weist ein bemerkenswertes spätklassizistisches Rundbogen-Steinportal auf. | BDA-Hist.: Q37973738 Status: Bescheid Stand der BDA-Liste: 2025-06-30 Name: Bürgerhaus GstNr.: 281 |
| ja   | Datei hochladen | Bürgerhaus HERIS-ID: 58530 Objekt-ID: 69243seit 2013                                                              | Stiegengasse 3 Standort KG: Innere Stadt                 | Das Eckhaus mit Schopfwalmgiebel wurde im 17./18. Jahrhundert erbaut. | BDA-Hist.: Q38083909 Status: Bescheid Stand der BDA-Liste: 2025-06-30 Name: Bürgerhaus GstNr.: 555 |
| ja   | Datei hochladen | Bürgerhaus HERIS-ID: 58532 Objekt-ID: 69245seit 2013                                                              | Stiegengasse 5 Standort KG: Innere Stadt                 | Das traufständige Vorstadthaus stammt im Kern aus dem 17. Jahrhundert und wurde um 1780 umgebaut. | BDA-Hist.: Q38083920 Status: Bescheid Stand der BDA-Liste: 2025-06-30 Name: Bürgerhaus GstNr.: 554 |
| ja   | Datei hochladen | Bürgerhaus HERIS-ID: 58533 Objekt-ID: 69246seit 2013                                                              | Stiegengasse 7 Standort KG: Innere Stadt                 | Das Haus wurde 1792 anstelle eines älteren Hauses errichtet. | BDA-Hist.: Q38083930 Status: Bescheid Stand der BDA-Liste: 2025-06-30 Name: Bürgerhaus GstNr.: 553 |
| ja   | Datei hochladen | Bürgerhaus HERIS-ID: 58534 Objekt-ID: 69247seit 2013                                                              | Stiegengasse 9 Standort KG: Innere Stadt                 | Das frühhistoristische Wohnhaus wurde 1852 von Carl Aichinger errichtet. | BDA-Hist.: Q38083940 Status: Bescheid Stand der BDA-Liste: 2025-06-30 Name: Bürgerhaus GstNr.: 548 |
| ja   | Datei hochladen | Glockengießerhäuser HERIS-ID: 39713 Objekt-ID: 39493                                                              | Wickenburggasse 15 Standort KG: Innere Stadt             | Das zweigeschoßige Haus wurde vor der Mitte des 18. Jahrhunderts errichtet. | BDA-Hist.: Q37990770 Status: Bescheid Stand der BDA-Liste: 2025-06-30 Name: Glockengießerhäuser GstNr.: 670 |
| ja   | Datei hochladen | Bürgerhaus HERIS-ID: 51124 Objekt-ID: 56704                                                                       | Wurmbrandgasse 2 Standort KG: Innere Stadt               | Das Bürgerhaus stammt im Kern aus dem 16. Jahrhundert. | BDA-Hist.: Q38043893 Status: § 2a Stand der BDA-Liste: 2025-06-30 Name: Bürgerhaus GstNr.: 171 |
| ja   | Datei hochladen | Bürgerhaus HERIS-ID: 51125 Objekt-ID: 56705                                                                       | Wurmbrandgasse 4 Standort KG: Innere Stadt               | Das Bürgerhaus stammt im Kern aus dem 16. Jahrhundert. | BDA-Hist.: Q38043904 Status: § 2a Stand der BDA-Liste: 2025-06-30 Name: Bürgerhaus GstNr.: 173 |
| ja   | Datei hochladen | Verlauf der ehem. mittelalterlichen Stadtbefestigung (Mauern und Tore) HERIS-ID: 109778 Objekt-ID: 127413         | Standort KG: Innere Stadt                                | Der Verlauf der ehemaligen mittelalterlichen Stadtbefestigung folgte den gegenwärtigen Straßenzügen: Sackstraße, Sporgasse, Herrengasse, Eisernes Tor, Murgasse, Schloßbergplatz und dem Innenhof des Joanneums zwischen Neutorgasse und Raubergasse. An der Ecke Hauptplatz-Sackstraße-Murgasse stand einst die Pestsäule, die gegenwärtig am Karmeliterplatz steht. | BDA-Hist.: Q37815510 Status: § 2a Stand der BDA-Liste: 2025-06-30 Name: Verlauf der ehem. mittelalterlichen Stadtbefestigung (Mauern und Tore) GstNr.: 880/1, 907, 873/1, 873/3, 875, 881, 880/2, 147 |
| ja   | Datei hochladen | Verlauf der frühneuzeitlichen Stadtbefestigung mit Bastionen und Kurtinen HERIS-ID: 109887 Objekt-ID: 127528      | Standort KG: Innere Stadt                                | Die heutigen Straßenzüge: Burggasse, Teile des Burgrings, Opernring, Eisernes Tor und Neutorgasse folgen dem ehemaligen Verlauf der frühneuzeitlichen Stadtbefestigung. | BDA-Hist.: Q37815878 Status: § 2a Stand der BDA-Liste: 2025-06-30 Name: Verlauf der frühneuzeitlichen Stadtbefestigung mit Bastionen und Kurtinen GstNr.: 926/1, 873/3, 862, 798, 799 |

## Ehemalige Denkmäler
| Foto |                 | Denkmal                              | Standort                                         | Beschreibung                           | Metadaten                                                                                        |
| ---- | --------------- | ------------------------------------ | ------------------------------------------------ | -------------------------------------- | ------------------------------------------------------------------------------------------------ |
| ja   | Datei hochladen | Werbetafel Objekt-ID: 128054bis 2018 | Burgring Standort KG: Innere Stadt               | Eiserne Werbetafel in Jugendstilformen | BDA-Hist.: Q37818400 Status: § 2a Stand der BDA-Liste: 2018-01-22 Name: Werbetafel GstNr.: 945/7 |
| ja   | Datei hochladen | Werbetafel Objekt-ID: 128109bis 2018 | Franz-Graf-Allee Standort KG: Innere Stadt       | Eiserne Werbetafel in Jugendstilformen | BDA-Hist.: Q37818765 Status: § 2a Stand der BDA-Liste: 2018-01-22 Name: Werbetafel GstNr.: 807/1 |
| ja   | Datei hochladen | Werbetafel Objekt-ID: 128053bis 2018 | Kaiser-Franz-Josef-Kai Standort KG: Innere Stadt | Eiserne Werbetafel in Jugendstilformen | BDA-Hist.: Q37818381 Status: § 2a Stand der BDA-Liste: 2018-01-22 Name: Werbetafel GstNr.: 882/1 |
| ja   | Datei hochladen | Werbetafel Objekt-ID: 128185bis 2018 | Opernring Standort KG: Innere Stadt              | Eiserne Werbetafel in Jugendstilformen | BDA-Hist.: Q37819016 Status: § 2a Stand der BDA-Liste: 2018-01-22 Name: Werbetafel GstNr.: 800/1 |